# Kmiecie (Rozdziele)
Kmiecie, również Kmieciówka– część wsi Rozdziele w Polsce, położona w województwie małopolskim, w powiecie bocheńskim, w gminie Żegocina. Wchodzi w skład sołectwa Rozdziele.
W latach 1975–1998 Kmieciówka należała administracyjnie do województwa tarnowskiego.
Nazwa przysiółka Kmiecie  wywodzi się od nazwiska Kmiecik,  do tej pory występującego w tym przysiółku, a które pochodzi słowa kmieć, oznaczającego zamożnego chłopa, gospodarza. Wśród miejscowych przysiółek ten nazywny jest Kmieciówką, zaś w dokumentach występuje jako  Kmiecie. Mieszkańcy tego osiedla wyjątkowo kultywują tradycje rolnicze.